# Eischen
Eischen (luxemburgisch Äischenⓘ) ist die größte Ortschaft in der luxemburgischen Gemeinde Habscht. Hier befindet sich auch die Gemeindeverwaltung.
Eischen grenzt im Westen unmittelbar an die Gemarkung der belgischen Stadt Arlon. Nach Osten hin gesehen, liegt es umgeben von Laub- und Nadelwäldern am Zugang zum Eischtal, dem „Tal der sieben Schlösser“. Inmitten der Ortschaft fließt der Bach genannt „Bech“ in die Eisch, im Osten der Mühlenbach.
Eischen ist über die Landstraße CR 108 von Steinfort aus zu erreichen, von Arlon mit der N 844 (belgisch)/N 8 (luxemburgisch) über Gaichel sowie von Hobscheid auf der Landstraße CR 105.
Mit der Attertlinie hatte Eischen einen Bahnhof; er wurde 1967 geschlossen. Die alte Bahnstrecke samt dem Tunnel  wurde zur Rad- und Wanderstrecke Sentier des Sept Chateaux umgebaut.
Neben zahlreichen Wanderwegen, etwa zur auf 1671 datierten Kapelle Rentert oder dem Grabmal der Gräfin Ermesinde in der Abtei Clairefontaine (heute Ortsteil von Arlon), sowie dem gastronomischen Angebot sind nahe dem Hotel in Gaichel auch Sportmöglichkeiten wie Tennis und Golf verfügbar.